# Cyphia sylvatica
Cyphia sylvatica là loài thực vật có hoa trong họ Hoa chuông. Loài này được Eckl. & Zeyh. mô tả khoa học đầu tiên năm 1830.